# Ululu
Ululu (auch KIN) war der akkadische Name des sechsten Monats im babylonischen Kalender. In der Landwirtschaft markierte er im Normalfall zugleich den letzten Monat einer Jahreshälfte, bevor im Monat Tašritu gemäß der Einträge auf den Keilschrifttafeln des Astrolab B das zweite Akitufest des Jahres mit den Feiern der Jahreserstlinge begonnen wurde. 
Da in den Monat Nisannu gemäß der babylonischen Quellen entweder das erste Neulicht oder der erste Vollmond des Frühjahrs fiel, begann der Monat Ululu auf Grundlage der Datierung des Jahresbeginns vom Monat Nisannu frühestens am 2. August, falls der Schaltmonat Ululu II ausgerufen wurde; ansonsten frühestens am 12. August und spätestens am 14. September. Diese Systematik hatte zur Folge, dass in den Nachfolgemonat Tašritu ebenfalls entweder das erste Neulicht oder der erste Vollmond des Herbstes fiel. Im Jüdischen Kalender, der von den Juden während des Babylonischen Exils zwischen 586 und 536 v. Chr. aus dem Babylonischen Kalender übernommen wurde, entspricht der Ululu dem Monat Elul.